# Where Them Girls At
Singles de David Guetta
Who's That Chick?
(2010) Little Bad Girl
(2011)
Singles par Flo Rida
Dance with Me
(2011) Club Rocker
(2011)
Singles par Nicki Minaj
Girls Fall Like Dominoes
(2011) Super Bass
(2011)
Where Them Girls At est une chanson de David Guetta. Il s'agit du premier single extrait de son cinquième album Nothing but the Beat.
On y retrouve[Qui ?] le rappeur Flo Rida ainsi que la rappeuse et chanteuse Nicki Minaj. Elle est sortie le 2 mai 2011 en téléchargement légal sur iTunes.
La chanson a connu un fort succès dès son début ; elle s'est classée numéro 1 la première journée de sa sortie dans plusieurs pays, dont le Canada.
Initialement, Where Them Girls At a été enregistré en 2010 seulement avec Flo Rida, cependant après que Guetta a rencontré Minaj, une collaboration a été prévue et elle a décidé d'y participer. Des hackers ont obtenu une version a acapella de la chanson et ont ajouté leur propre production avant de la mettre en ligne. David Guetta et son label ont ensuite enregistré la version légale, publiée plus tôt que prévu, et appelé un employé du Pentagone pour enquêter sur les fuites.
Le vidéoclip est sorti le 28 juin 2011 sur YouTube.

## Vidéoclip
À Los Angeles, d'étranges bulles énormes volent dans les rues. Dès qu'elles éclatent, les gens à proximité se mettent à danser involontairement. En fait, c'est David Guetta qui crée les bulles en les gonflant avec la musique sur le toit d'un immeuble. À la fin, tout le monde se met à danser. Vers la fin, on peut observer une de ces bulles éclater sur une publicité pour le concept-car Renault Twizy. Celle-ci se met également à danser.

## Liste des pistes
| 1. | Where Them Girls At (featuring Flo Rida and Nicki Minaj) | 3:31 |

| 1. | Where Them Girls At | Instrumental | 3:34 |

| 1. | Where Them Girls At (featuring Flo Rida and Nicki Minaj) | Sidney Samson Remix   | 5:12 |
| 2. | Where Them Girls At (featuring Flo Rida and Nicki Minaj) | Afrojack Remix        | 6:26 |
| 3. | Where Them Girls At (featuring Flo Rida and Nicki Minaj) | Nicky Romero Remix    | 5:28 |
| 4. | Where Them Girls At (featuring Flo Rida and Nicki Minaj) | Gregori Klosman Remix | 6:17 |
| 5. | Where Them Girls At (featuring Flo Rida and Nicki Minaj) | Daddy's Groove Remix  | 6:19 |
| 6. | Where Them Girls At (featuring Flo Rida and Nicki Minaj) | Tim Mason Remix       | 4:36 |

| 1. | Where Them Girls At (featuring Flo Rida and Nicki Minaj) | Single Version |  |
| 2. | Where Them Girls At (featuring Flo Rida and Nicki Minaj) | Remix Edit     |  |

| 1. | Where Them Girls At (featuring Flo Rida and Nicki Minaj) | Afrojack Remix        |  |
| 2. | Where Them Girls At (featuring Flo Rida and Nicki Minaj) | Sidney Samson Remix   |  |
| 3. | Where Them Girls At (featuring Flo Rida and Nicki Minaj) | Gregori Klosman Remix |  |
| 4. | Where Them Girls At (featuring Flo Rida and Nicki Minaj) | Nicky Romero Remix    |  |
| 5. | Where Them Girls At (featuring Flo Rida and Nicki Minaj) | Daddy's Groove Remix  |  |
| 6. | Where Them Girls At (featuring Flo Rida and Nicki Minaj) | Original              |  |

## Classement et certifications
| Classement (2011)                       | Meilleure position |
| --------------------------------------- | ------------------ |
| Allemagne (Media Control AG)            | 5                  |
| Australie (ARIA)                        | 6                  |
| Autriche (Ö3 Austria Top 40)            | 3                  |
| Belgique (Flandre Ultratop 50 Singles)  | 4                  |
| Belgique (Wallonie Ultratop 50 Singles) | 2                  |
| Canada (Hot 100)                        | 3                  |
| Danemark (Tracklisten)                  | 9                  |
| Écosse (OCC)                            | 1                  |
| États-Unis (Hot 100)                    | 14                 |
| États-Unis (Dance Club Songs)           | 10                 |
| États-Unis (Pop Airplay)                | 13                 |
| États-Unis (Rap Songs)                  | 24                 |
| Espagne (PROMUSICAE)                    | 8                  |
| Finlande (Suomen virallinen lista)      | 5                  |
| France (SNEP)                           | 4                  |
| Hongrie (Rádiós Top 40)                 | 8                  |
| Irlande (IRMA)                          | 5                  |
| Italie (FIMI)                           | 3                  |
| Nouvelle-Zélande (RMNZ)                 | 6                  |
| Norvège (VG-lista)                      | 4                  |
| Pays-Bas (Nederlandse Top 40)           | 28                 |
| Pays-Bas (Single Top 100)               | 18                 |
| Pologne (Dance Top 50)                  | 12                 |
| Tchéquie (IFPI Rádio)                   | 12                 |
| Royaume-Uni (UK Dance Chart)            | 1                  |
| Royaume-Uni (UK Singles Chart)          | 3                  |
| Slovaquie (IFPI Rádio)                  | 8                  |
| Suède (Sverigetopplistan)               | 7                  |
| Suisse (Schweizer Hitparade)            | 3                  |
| Suisse (Romandie)                       | 1                  |

| Classement (2011)    | Position |
| -------------------- | -------- |
| États-Unis (Hot 100) | 88       |

## Historique de sortie
| Pays        | Date        | Format                                |
| ----------- | ----------- | ------------------------------------- |
| Monde       | 2 mai 2011  | Téléchargement digital                |
| États-Unis  | 6 mai 2011  | Téléchargement digital – instrumental |
| États-Unis, | 17 mai 2011 | Mainstream, rhythmic airplay          |
| Allemagne   | 27 mai 2011 | CD single                             |